# Lans, Tyrolen
Lans är en ort och kommun i distriktet Innsbruck-Land i förbundslandet Tyrolen i Österrike. Kommunen har 1 173 invånare (2024). Den ligger 8 km söder om Tyrolens huvudstad Innsbruck. I kommunen ligger sjön Lanser See.